# Aleksandr Tarasov (femkampare)
Aleksandr Tarasov, född 12 mars 1927, död 16 juni 1984, var en sovjetisk femkampare.
Tarasov blev olympisk guldmedaljör i modern femkamp vid sommarspelen 1956 i Melbourne.